# 第3海兵歩兵落下傘連隊
第3海兵歩兵落下傘連隊（だいさんかいへいほへいらっかさんれんたい、3e régiment de parachutistes d'infanterie de marine：3e RPIMa）は、オード県カルカソンヌに駐屯する、第11落下傘旅団隷下のフランス陸軍の空挺連隊である。
兵種は歩兵、伝統的区分は海兵隊である。

## 沿革
- 1948年：インドシナにて植民地落下傘大隊が創設される。
- 1950年：一旦解隊される。
- 1951年：第3海兵落下傘大隊として再編される。
- 1953年：再度解隊される。
- 1955年：アルジェリアにおいて第3海兵歩兵落下傘連隊として再編され、アルジェリア戦争に参加。（～1962年まで）
- 1978年：レバノンに派遣。
- 1999年：第11落下傘旅団隷下となる。
- 2008年：カルカソンヌ誤射事件が発生する。

## 最新の部隊編成
- 連隊本部
- 本部管理中隊
- 偵察・支援中隊
- 管理支援中隊
- 第1中隊
- 第2中隊
- 第3中隊
- 第4中隊
- 予備訓練中隊

### 定員
- 連隊の人員構成は、約1,000名からなる。

## 主要装備
- GIAT BM92-G1
- FA-MAS
- FR-F2
- AAT-F1
- AA-52
- 12.7mm重機関銃
- RTF1 120mm迫撃砲
- LLR 81mm迫撃砲
- ERYX
- ミラン
- VAB
- P4
- TRM 4000